# Шипицынское сельское поселение (Омская область)
Шипицынский сельский округ — сельский округ в Большереченском районе Омской области.
Административный центр — село Шипицыно.

## История
В 1924 году был образован Шипицынский сельский совет из части территории ликвидированной Больше-Реченской волости.
В 1925 году сельский совет был ликвидирован и вошёл в Кирсановский сельский совет.
В 1965 году Шипицынский сельский совет восстанавливается путём преобразования Кирсановского сельского совета и переносом центра в село Шипицыно.
В 1990-х годах сельский совет преобразовывается в сельскую администрацию.
В начале 2000-х годов сельская администрация преобразовывается в сельский округ.
В 2010 году в сельском округе была ликвидирована деревня Малокаиркуль.

## Население
| 2010  | 2011  | 2012  | 2013  | 2014  | 2015  | 2016  |
| ----- | ----- | ----- | ----- | ----- | ----- | ----- |
| 1741  | ↘1731 | ↘1722 | ↘1680 | ↘1663 | ↗1671 | ↘1638 |
| 2017  | 2018  | 2019  | 2020  | 2021  | 2023  |       |
| ↗1640 | ↘1628 | ↘1619 | ↘1599 | ↘1433 | ↘1396 |       |

## Административное деление
| статус  | населённый пункт | год основания |
| ------- | ---------------- | ------------- |
| село    | Шипи́цыно         | XVIII век     |
| деревня | Кирса́новка       | 1893          |
| деревня | Гу́щино           | 1991          |